# 이신정
이신정(1983년 4월 6일 ~ )은 대한민국의 전 여자 축구 선수로, 포지션은 수비수이다. 2009년 WK리그 충남 일화 천마에서 은퇴를 선언했으며, 이후 경기도 삼봉초등학교의 교사로 재직했다.

## 학력
- 강일여자고등학교 졸업
- 영진전문대학 졸업

## 선수 경력
- 2010년 1월 1일 기준

### 클럽
| 클럽           | 시즌 | 한국여자축구연맹전 (춘계/추계) | 한국여자축구연맹전 (춘계/추계) | 전국여자축구선수권대회 | 전국여자축구선수권대회 | 전국체육대회 | 전국체육대회 | 통산 | 통산 |
| 클럽           | 시즌 | 출장                           | 득점                           | 출장                   | 득점                   | 출장         | 득점         | 출장 | 득점 |
| -------------- | ---- | ------------------------------ | ------------------------------ | ---------------------- | ---------------------- | ------------ | ------------ | ---- | ---- |
| 경남 대교      | 2004 | 2/4                            | 0/1                            | 2                      | 0                      | 3            | 0            | 11   | 1    |
| 경남 대교      | 2005 | 2/2                            | 0/0                            | 2                      | 1                      |              |              |      |      |
| 경남 대교      | 2006 | 3/4                            | 0/1                            |                        |                        |              |              |      |      |
| 충남 일화 천마 | 2007 | 3/-                            | 0/-                            | 3                      | 0                      | 3            | 1            | 9    | 1    |
| 충남 일화 천마 | 2008 | 3/4                            | 0/0                            | 3                      | 0                      | 3            | 0            | 13   | 0    |
| 통산           | 통산 | 27                             | 2                              |                        |                        |              |              |      |      |
| 클럽           | 시즌 | WK리그                         | WK리그                         | 전국여자축구선수권대회 | 전국여자축구선수권대회 | 전국체육대회 | 전국체육대회 | 통산 | 통산 |
| 클럽           | 시즌 | 출장                           | 득점                           | 출장                   | 득점                   | 출장         | 득점         | 출장 | 득점 |
| 충남 일화 천마 | 2009 | 20                             | 1                              | -                      | -                      | 3            | 0            | 23   | 1    |
| 통산           | 통산 | 20                             | 1                              | -                      | -                      | 3            | 0            | 23   | 1    |

### 국가대표팀
- 2003년 AFC 여자 축구 선수권 대회 국가대표

## 수상 경력

### 클럽

#### 경남 대교
- 춘계한국여자축구연맹전 우승 1회: 2006
- 춘계한국여자축구연맹전 준우승 1회: 2004
- 추계한국여자축구연맹전 준우승 2회: 2004, 2006
- 전국여자축구선수권대회 우승 2회: 2005, 2006
- 전국여자축구선수권대회 준우승 1회: 2004
- 전국체육대회 우승 2회: 2004, 2006
- 전국체육대회 준우승 1회: 2005

#### 충남 일화 천마
- 춘계한국여자축구연맹전 준우승 1회: 2007
- 전국여자축구선수권대회 우승 2회: 2007
- 전국여자축구선수권대회 준우승 1회: 2008
- 전국체육대회 우승 1회: 2008

### 국가대표팀
- 2003년 AFC 여자 축구 선수권 대회 3위

### 개인
- 2004년 춘계한국여자축구연맹전 수비상
- 2004년 추계한국여자축구연맹전 우수선수